# اوزون‌پینار (شهود)
اوزون‌پینار (به ترکی استانبولی: Uzunpınar) یک منطقهٔ مسکونی در ترکیه است که در شهود (شهر) واقع شده‌است.